# Marshall Manesh
Marshall Manesh (født  16 august 1950 i Mashhad i Iran) er en Iransk-amerikansk skuespiller. 
Manesh har optrådt i tv-serierne: Will & Grace, Scrubs, Andy Barker, P.I., Boston Legal, og How I Met Your Mother.